# ユンヨン・オーパークン
ユンヨン・オーパークン（タイ語: ยืนยง โอภากุล、英語: Yuanyong Opakul、1954年 - ）は、タイ王国のミュージシャンで、タイのロックバンド「Carabao(カラバオ)」のリーダーである。ユンヨン・オーパークンは芸名。一般的にはエート・カラバオ(Aed)の名で知られている。

## 人物

### 若年期
1954年11月9日、スパンブリー県にて華僑系移民の三代目として生まれた。父親はマヌス・オーパークンで、ルクトゥン(タイの音楽ジャンル)バンドのマネージャーや、作家、郷土史家、地方新聞の先駆者で、地元では賢者として高く評価されていた。
幼い頃、タイ中部の音楽、コール&レスポンス・ソング、タイ民族音楽、タイダンス、そして父親がマネージャーをしていたルクトゥンに触れた。また、10代の頃には、西洋音楽の影響を受け、西洋楽器の演奏を学んだ。この経験が現在の音楽活動につながっている。
ワットスワン校にて初等教育を受けた後、バンコクの工科高校で建築を専攻し、その後フィリピンのマプア工科大学で1年間建築を学んだ。フィリピン滞在中に一緒に学んでいたタイ人学生であるキラティプロムサカナサコンナコン(ケオ)とサニット・リムシラ(カイ)と知り合い、3人で社会派の音楽を演奏するバンド、カラバオを結成する。
大学を卒業後、タイに帰国した後にユンヨンは建築業界に就職。カイとケオが帰国後に3人で再開し、バンコク中心部にあるウィンザーホテルのレストランで演奏した。週末にはホテル・マンダリン・サミヤンで演奏していたが、無断欠席を理由に仕事をクビになってしまう。失業したことでメンバーのひとりであるカイが抜け、残ったユンヨンとケオの2人で「Hope」というバンドを組み仕事をしながら活動を続けた。

### 人気の拡大
1979年に友人のバンド、Hammer(ハンマー)のファーストアルバムのプロデューサーを引き受けた。このアルバムでHammerはタイで名前がしられるようになった。また1980年にリリースされた同バンドのアルバム「Bpak Dtai Baan Rao」に「Teuk Kwaai Tui」(野生のバッファロー)という曲を提供している。このアルバムをきっかけにHammerは一躍有名となる。
ユンヨンとケオはHammerとの仕事をきっかけとして自分たちのアルバムを制作、1981年にCarabaoのファーストアルバム『キーマオ』が発売された。当時このアルバムはあまり注目されず、全国の映画館を回りツアーを行ったが、少人数の観客しか集まらなかった。
1984年に発売したカラバオの5枚目のアルバム、『メイドインタイランド』が通算500万枚を売り上げる大ヒットとなり、エート・カラバオの名前はタイ国全土に知れ渡ることになった。その後、ヨーロッパ、日本、アメリカでツアーを実施している。
これまでに作曲した楽曲数は900にのぼり、世界で最も多作なシンガーソングライターの一人となっている。

### 社会的役割
エート・カラバオことユンヨン・オーパークンはCarabaoやソロ・アルバムの楽曲にて社会のさまざまな事柄について強烈かつ直接的に言及、批評してきた。
ミュージシャンとしてだけでなく、著作も出版しており、テレビドラマや映画に俳優としても出演した。そのほかにコマーシャルソングや政府に依頼された楽曲も制作している。
2013年、国家芸術家 の指定を受けている。

## Carabao Dang
エナジードリンクの製造・マーケティング・販売事業を行うCarabao Dang（CBD）は2001年に法人化された。Sathien Setthasit、Nutchamai Thanombooncharoen、エート・カラバオが共同出資した会社である。 2018年現在、エード氏はカラバオダンの「ブランドアンバサダー」を務めている。